# Gisslan (Hammarland, Åland)
Gisslan är ett skär i Åland (Finland). Det ligger i Ålands hav och i kommunen Hammarland i landskapet Åland, i den sydvästra delen av landet. Ön ligger omkring 36 kilometer väster om Mariehamn och omkring 310 kilometer väster om Helsingfors.
Öns area är 1,1 hektar och dess största längd är 170 meter i nord-sydlig riktning. Trakten är glest befolkad. Närmaste större samhälle är Eckerö, 18,2 km öster om Gisslan.